# Monsieur le Président de France
Pistes de J'habite en France
Petit America, America
Monsieur le Président de France est une chanson écrite et interprétée par Michel Sardou. Composée par Jacques Revaux, elle sort en 1969 puis paraît par la suite sur l'album J'habite en France.

## Histoire du morceau
D'abord publié en face B du 45 tours d'America, America, le titre est intégré à l'album J'habite en France de 1970.
- La chanson est une lettre envoyée, sous forme d'invective, au président de la République Française Charles de Gaulle, par un Américain dont le père est mort au combat en France en 1944, (cf. Percée d'Avranches) :

« Monsieur le Président de France,

Je vous écris du Michigan

Pour vous dire qu'à côté d'Avranches,

Mon père est mort il y a 20 ans.

Je n'étais alors qu'un enfant

Mais j'étais fier de raconter

Qu'il était mort en combattant,

Qu'il était mort à vos côtés »
- Sardou s'indigne avec ce titre, du comportement de certains manifestants contre la guerre du Viêt Nam qui n'hésitent pas à brûler le drapeau américain :

« Dites à ceux qui ont oublié,
À ceux qui brûlent mon drapeau

Qu'en souvenir de ces années,
Ce sont les derniers des salauds »
- L'interprète rappelle aussi au président de la République française, que la France a un devoir de mémoire envers son allié américain, regrettant qu'il ne l'évoque pas plus souvent :

« Monsieur le Président de France,
Je vous écris du Michigan

Pour vous dire que tout près d'Avranche
Une croix blanche porte mon nom

Rappelez le de temps en temps… Merci »
La chanson fait écho à Les Ricains, autre titre emblématique de Michel Sardou.
Initialement enregistré sous le label Philips, Sardou réenregistre ce titre pour Tréma sur l'album Danton en 1973.
Alain Delon chantera par ailleurs cette chanson à la Télévision dans les années 1970. 